# Santa María del Páramo
Santa María del Páramo ist eine Gemeinde (Municipio) mit 2.999 Einwohnern (Stand: 2024) in der Provinz León der Autonomen Gemeinschaft Kastilien-León. 

## Geographie
Santa María del Páramo liegt etwa 38 Kilometer südsüdwestlich von León in einer Höhe von ca. 810 m.

## Geschichte
Der Altar der Diana (Ara Dianae) erwähnt erstmals die Ebene Páramo (eigentlich Ödland). Dieser römische Grabstein verdeutlicht zwar einerseits die römische Präsenz in der Gegend, andererseits aber auch die spärliche Bevölkerung.

## Bevölkerungsentwicklung
| Jahr        | 1900 | 1950 | 1981 | 1991 | 2001 | 2011 | 2021 |
| ----------- | ---- | ---- | ---- | ---- | ---- | ---- | ---- |
| Einwohner   | 1317 | 1899 | 2769 | 3081 | 3167 | 3174 | 3109 |
| Quelle: INE |      |      |      |      |      |      |      |

## Wirtschaft
Schwerpunkt ist die Landwirtschaft mit Getreiden wie Roggen, Weizen, Mais und Gerste. Rinder- und Schafzucht dominieren die Viehhaltung. 

## Sehenswertes

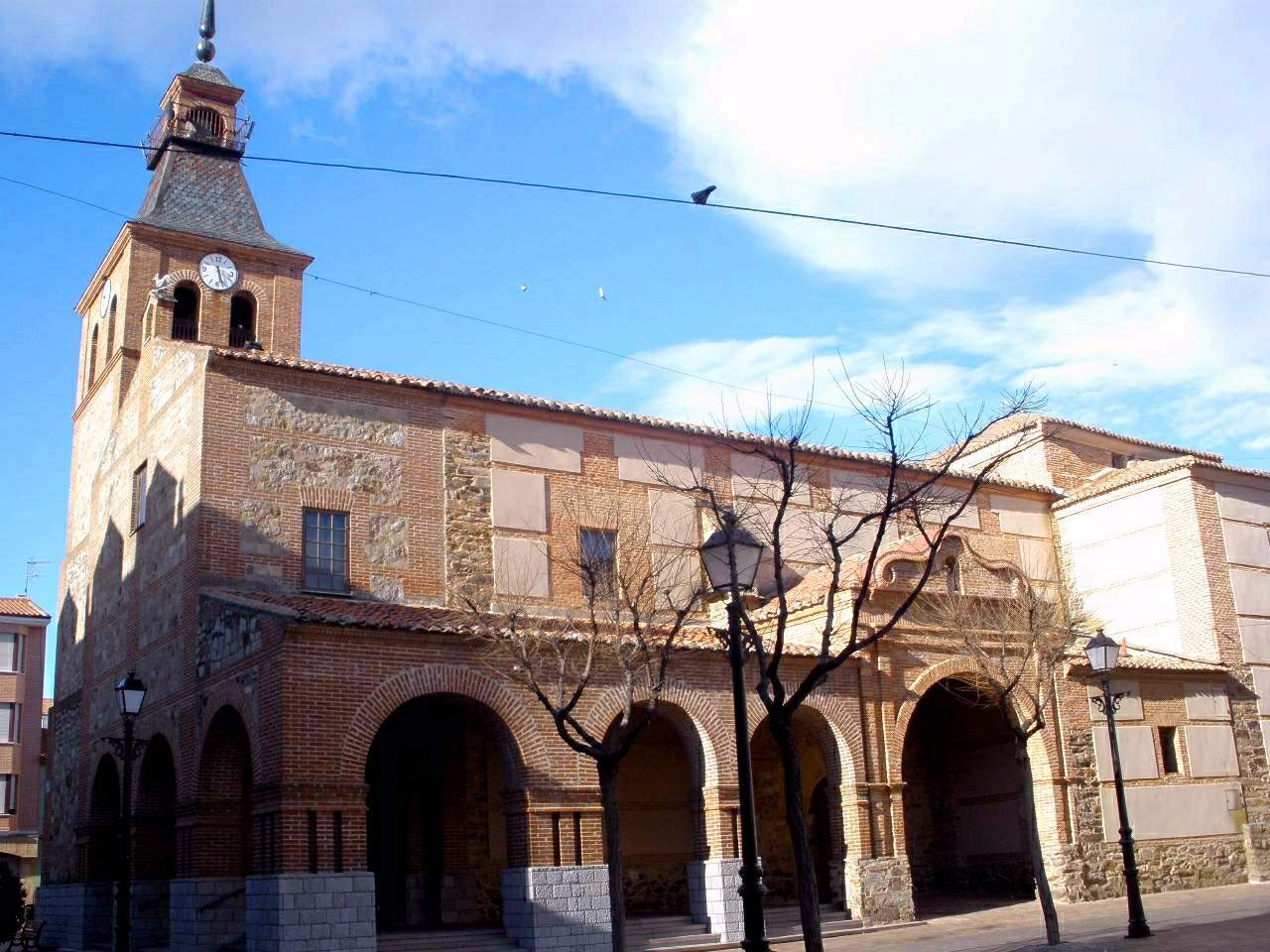
Kirche Mariä Himmelfahrt
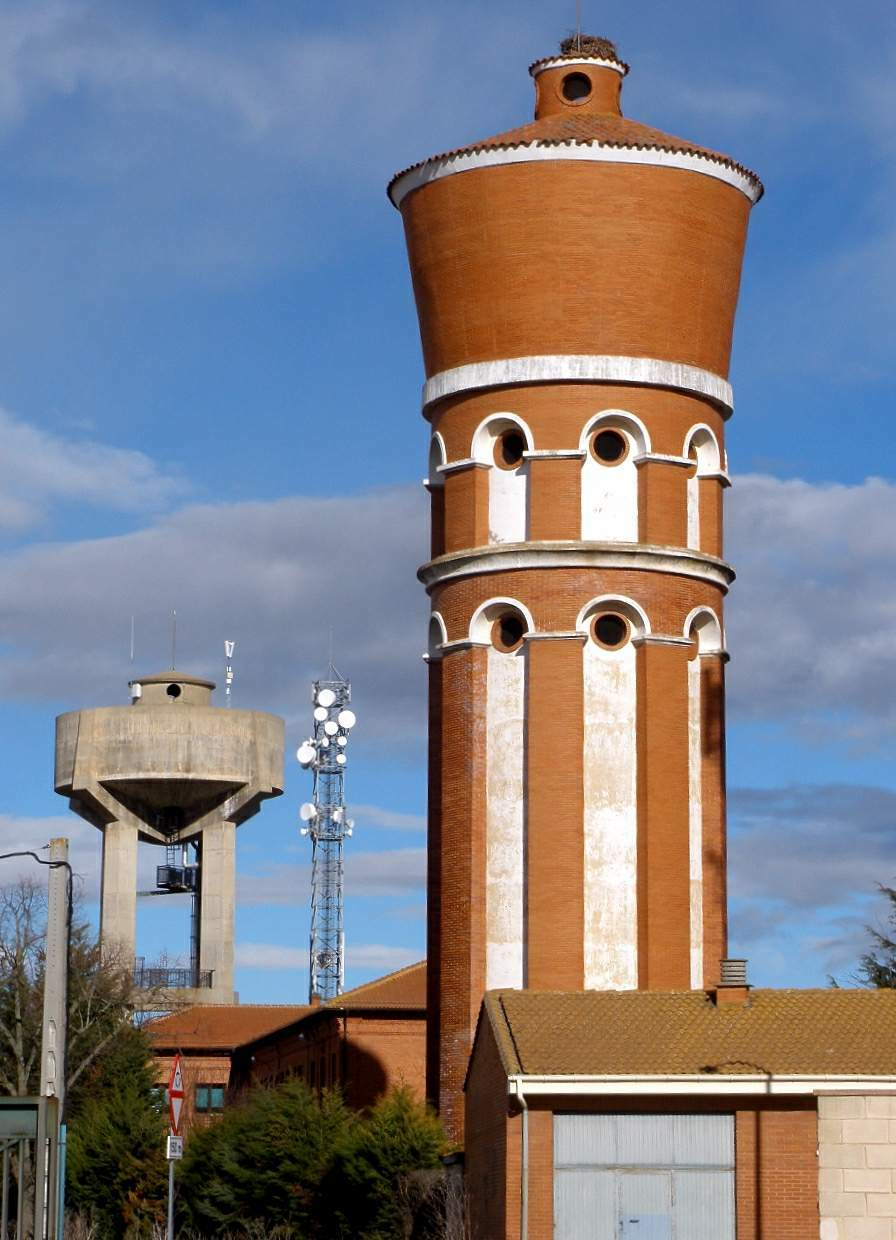
Wasserturm
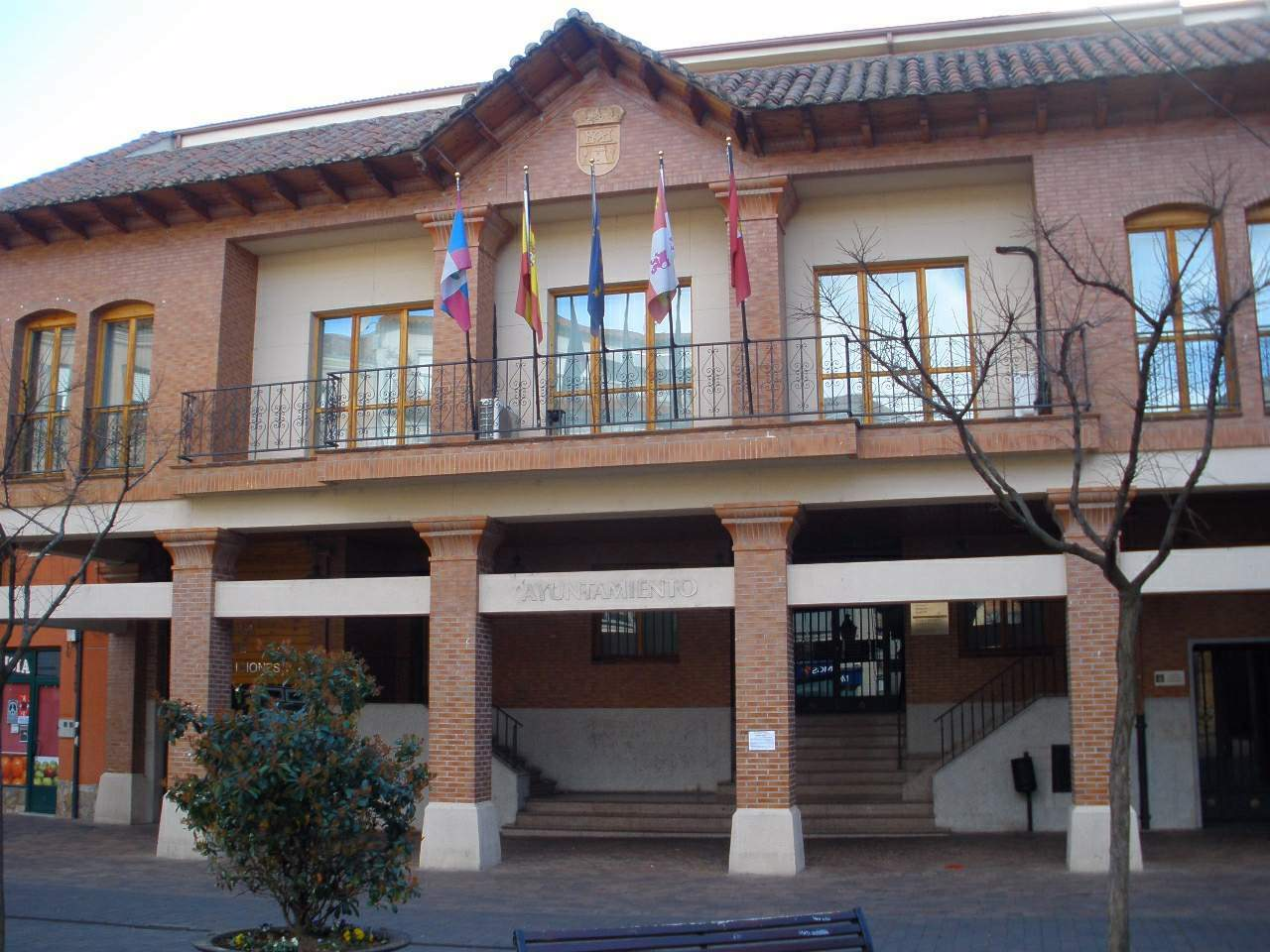
Rathaus

- Kirche Mariä Himmelfahrt
- Wasserturm
- Rathaus

## Gemeindepartnerschaft
Mit der portugiesischen Gemeinde Vila Flor im Distrikt Bragança besteht eine Partnerschaft. 